# Propallene crinipes
Propallene crinipes är en havsspindelart som beskrevs av Stock, J.H. 1968. Propallene crinipes ingår i släktet Propallene och familjen Callipallenidae. Inga underarter finns listade i Catalogue of Life.